# Fortaleza de Zemun
La fortaleza de Zemun (en serbio: Земунска тврђава) es una fortificación ubicada en una colina en Zemun en Belgrado, Serbia.

## Historia
Las murallas medievales de Zemun se construyeron sobre una antiguo poblado celta y luego sobre la ciudad romana de Taurunum. Se cree que las murallas medievales fueron construidas por el Imperio bizantino. Las primeras menciones escritas de la fortaleza son del siglo ix, y a finales del siglo xi sufrió grandes daños durante la primera cruzada. Durante la primera mitad del siglo xii, la ciudad se mencionó repetidamente en relación con los enfrentamientos bizantino-húngaros. Juan Cinnamo menciona que en 1127 los húngaros capturaron la fortaleza de Belgrado, despojaron sus materiales y utilizaron sus piedras para construir la fortaleza de Zemun. Unas décadas después, Manuel I Comneno tomó Zemun y revirtió el proceso. Retiró piedras de los muros de Zemun, las transportó al otro lado de la orilla del río y refortificó Belgrado. Los otomanos también destruyeron la ciudad en 1397.
En 1411, Segismundo, rey de Hungría y emperador del Sacro Imperio Romano Germánico, cedió Zemun al déspota Esteban Lazarević. En 1441, pasó a manos de Đurađ Branković.
El 11 de agosto de 1456, fue aquí donde Juan Hunyadi, el famoso regente de Hungría, sucumbió a una enfermedad durante el sitio de Belgrado. Como había demasiados cadáveres de combatientes insepultos alrededor de la torre, una plaga azotó al ejército y el regente compartió el mismo destino que sus soldados enfermos.
Los otomanos capturaron Zemun en 1521, en una feroz batalla contra los regimientos serbios bajo el mando de Marko Skoblić. Desde el siglo xviii, la fortaleza de Zemun se encuentra en ruinas.

## Características
Actualmente, quedan restos de una ciudadela cuadrada, con cuatro grandes torres circulares en las esquinas. La longitud de cada muro de la ciudadela es de unos 45 metros.